# Daniel Bashiel Warner

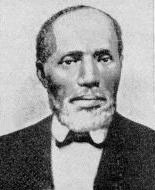
Daniel Bashiel Warner

Daniel Bashiel Warner (* 19. April 1815 in Maryland, USA; † 1. Dezember 1880 in Liberia) war ein amerikanisch-liberianischer Politiker. Er war von 1864 bis 1868 der dritte Staatspräsident Liberias. 1847 schrieb er den Text der Nationalhymne Liberias.

## Präsidentschaft
Warner regierte in den Jahren von 1864 bis 1868. Zu seinen wichtigsten politischen Zielen gehörte es, die Stammeskulturen im Hinterland von Monrovia in die liberianische Gesellschaft einzubinden und zu integrieren, damit auch aus ihnen produktive Bürger hervorgehen. Dafür organisierte er die erste Expedition in die dichten Wälder hinter Monrovia mit J. K. Anderson. Er regierte Liberia vom 4. Januar 1864 bis zum 6. Januar 1868.
| Personendaten    | Personendaten                         |
| ---------------- | ------------------------------------- |
| NAME             | Warner, Daniel Bashiel                |
| KURZBESCHREIBUNG | amerikanisch-liberianischer Politiker |
| GEBURTSDATUM     | 19. April 1815                        |
| GEBURTSORT       | Maryland, USA                         |
| STERBEDATUM      | 1. Dezember 1880                      |
| STERBEORT        | Liberia                               |